# 霍恩洛厄-朗根堡的海倫
霍恩洛厄-朗根堡的海倫（德語：Helene zu Hohenlohe-Langenburg，1807年11月12日—1880年9月5日），卡爾·路德維希一世與阿瑪莉埃·亨麗埃特的女兒，霍恩洛厄家族成員。

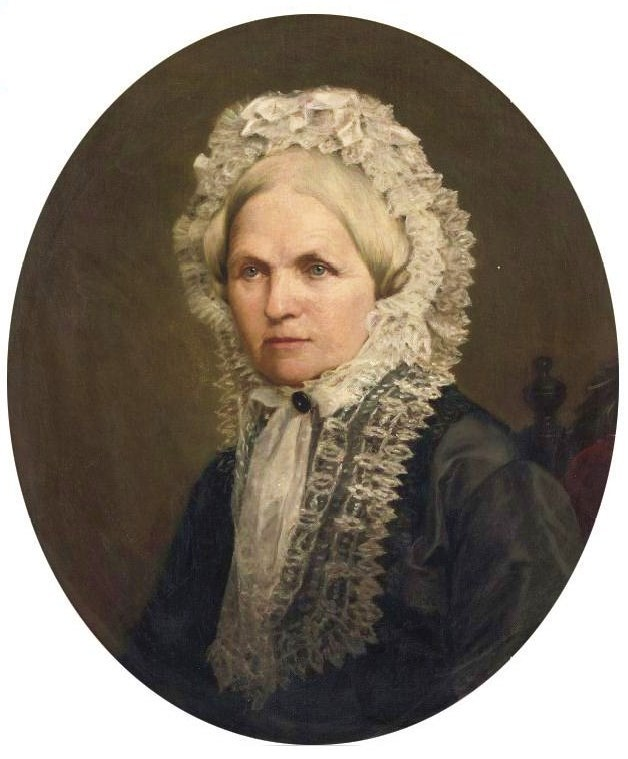
霍恩洛厄-朗根堡的海倫

## 家庭
1827年，海倫與符騰堡的歐根公爵結婚，兩人共有2子1女：
1. 威廉（1828年—1896年）
2. 尼庫勞斯（1833年—1903年）
3. 阿格尼絲（1835年—1886年）